# Torneo di Pasqua 1921
Il Torneo di Pasqua 1921 è stata la 1ª edizione dell'omonima competizione di hockey su pista. Il torneo, organizzato dal Montreux Hockey Club, ha avuto luogo tra il 26 al 28 marzo 1921.
Il trofeo è stato vinto dal Montreux per la prima volta nella sua storia.

## Partite
| Montreux 26 marzo 1921 | Montreux | 7 – 1 | SSRC Stoccarda |  |

| Montreux 27 marzo 1921 | Montreux | 3 – 1 | SSRC Stoccarda |  |

| Montreux 28 marzo 1921 | Montreux | 2 – 0 | SSRC Stoccarda |  |